# Ibar
Ibar (srbsko Ибар, albansko Ibër, Ibri) je reka, dolga 272 kilometrov.

## Tok
Ibar izvira v Črni gori na severnem pobočju gore Hajla, 10 kilometrov jugozahodno od mesta Rožaje. Sprva teče proti vzhodu skozi naselja Ibarac, Rožaje, Radetina in Bać, nakar vstopi v Srbijo pri vasi Špiljani. Po prečkanju najjužnejšega dela srbskega Raškega okraja vstopi na Kosovo. V bližini vasi Gazivode reko pregrajuje 110-metrski jez, ki ustvarja 24 kilometrov dolgo akumulacijsko jezero Gazivode.
Reka nadalje teče skozi Kosovsko Mitrovico, v kateri ločuje severni, etnično srbski del od južnega, albanskega mestnega predela. V Mitrovici Ibar prejme svoj največji pritok Sitnico in zavije proti severu. Od tod teče večinoma skozi ozke soteske, ki jih prekinjajo kotline v okolici krajev Zvečan, Leposavić, Raška in Baljevac. Na vzhodnem robu mesta Kraljevo se Ibar izliva v Zahodno Moravo.
- Zgornji tok Ibra v Črni gori
- Jezero Gazivode
- Most čez Ibar v Kosovski Mitrovici
- Pogled na Ibar z Magliča

## Pomen
Skozi dolino Ibra od Kraljeva do Mitrovice poteka železniška proga, od Kraljeva do Raške in od Ribarića do Črne gore pa glavna cesta, tako imenovana Ibarska magistrala.
Ibar in njegov glavni pritok Sitnica sta pogosto žrtev onesnaževanja, zlasti iz industrijskih obratov na Kosovu, od koder je večkrat prišlo do izpustov fenolov in težkih kovin. Onesnaženje pogosto prizadene vodovod mesta Kraljevo, ki zajema vodo iz Ibra.